# Harald Børsting
Harald Børsting, född 4 oktober 1952 i Skive, Danmark, ordförande för danska LO mellan 2007 och 2015.